# Mats Magnusson
Mats Magnusson (Helsingborg, 10 de julio de 1963) es un exfutbolista sueco que jugaba en la posición de delantero. Comenzó su carrera en el Malmö FF y es más recordado por su paso por el S. L. Benfica, con el que ganó dos títulos de liga, alcanzó dos finales de la Copa de Europa y fue el máximo goleador de la Primeira Divisão 1989-90. Fue internacional absoluto entre 1984 y 1990, ganó 30 partidos con la selección de Suecia y representó a su país en la Copa Mundial de fútbol de 1990.

## Trayectoria
Magnusson nació en Helsingborg. Durante su carrera jugó en el Malmö FF (dos periodos), Servette FC, S. L. Benfica y Helsingborgs IF. A su regreso a casa, ayudó al último equipo, con un joven Henrik Larsson, a llegar al Allsvenskan.
En el club de Lisboa, al que llegó en 1987 como sustituto de otro nórdico, Michael Manniche, Magnusson se desarrolló como máximo goleador, ganando dos campeonatos de la Primeira Liga y disputando la final de la Copa de Europa en 1988 (perdió ante el PSV Eindhoven en penales) y 1990 (perdiendo ante el A. C. Milan). En 1989-90, aunque perdió ante el FC Porto en la liga, terminó como máximo goleador de la competición con 33 goles en 32 partidos; durante su tiempo con el Benfica compartió equipo con sus compatriotas Jonas Thern (1989-92 ), Stefan Schwarz (1990-1994), también sus compañeros de equipo en Malmö y el entrenador Sven-Göran Eriksson (1989-1992).

## Selección nacional

### Absoluta
Ha sido internacional con la selección de fútbol de Suecia. Magnusson jugó 30 partidos con la selección sueca y participó en la Copa Mundial de la FIFA 1990 en Italia, donde sufrió una lesión que lo dejó casi un año fuera del fútbol. Su debut se dio el 22 de agosto de 1984, en un empate 1-1 amistoso ante México jugado en Malmö.

## Clubes
| Club            | País              | Año       | Partidos | Goles |
| --------------- | ----------------- | --------- | -------- | ----- |
| Malmö FF        | Suecia            | 1981-1985 | 38       | 20    |
| Servette FC     | Suiza             | 1985-1986 | 22       | 14    |
| Malmö           | Bandera de Suecia | 1986-1987 | 25       | 14    |
| S. L. Benfica   | Portugal          | 1987-1992 | 122      | 84    |
| Helsingborgs IF | Suecia            | 1992-1994 | 47       | 27    |

## Palmarés
| Título                | Club       | País     | Año            |
| --------------------- | ---------- | -------- | -------------- |
| Copa de Suecia        | Malmö FF   | Suecia   | 1984-1986      |
| Allsvenskan           | Malmö FF   | Suecia   | 1986-1987-1988 |
| Primeira Liga         | SL Benfica | Portugal | 1989-1991      |
| Supercopa de Portugal | SL Benfica | Portugal | 1989           |

### Distinciones individuales
| Distinción                                             | Año  |
| ------------------------------------------------------ | ---- |
| Máximo goleador de la Primeira Liga 1989-90 (33 goles) | 1990 |

## Posretiro
Dieciséis años después de su retiro, Magnusson regresó brevemente al ámbito del fútbol al aceptar una invitación del SL Benfica para participar en un partido benéfico el 25 de enero de 2010. El evento, que también conmemoraba el 68.º cumpleaños del ícono del club Eusébio, recaudó fondos para las víctimas del terremoto de Haití. Magnusson se unió al equipo Benfica All Stars, compuesto por exfutbolistas y futbolistas actuales del SL Benfica, en un encuentro contra Zidane XI, un equipo conformado por jugadores seleccionados por el exfutbolista Zinedine Zidane. Aunque Magnusson había aumentado de peso desde su carrera activa y protagonizó momentos cómicos, como caídas al intentar controlar el balón, fue recibido con entusiasmo por el público, que coreó su nombre en los minutos finales del partido.